# Фехтування на літніх Олімпійських іграх 2000
Шаблон:Фехтування на літніх Олімпійських іграх 2000
Фехтування на XXVII літніх Олімпійських іграх 2000

## Медалісти

### Жінки
| Дисципліна               | Золото                                                                                  | Срібло                                                                              | Бронза                                                           |
| Шпага                    | Тімеа Надь · Угорщина                                                                   | Джанна Хаблютцель-Бюркі · Швейцарія                                                 | Лора Флессель-Коловіц · Франція                                  |
| Шпага Командна першість  | Росія · Каріна Азнавурян · Оксана Єрмакова · Тетяна Логунова · Марія Мазіна             | Швейцарія · Софі Ламон · Діана Романьолі · Джанна Хаблютцель-Бюркі                  | Китай · Лі На · Лянь Цін · Ян Шаоці                              |
| Рапіра Особиста першість | Валентина Веццалі · Італія                                                              | Рита Кеніг · Німеччина                                                              | Джованна Трилліні · Італія                                       |
| Рапіра Командна першість | Італія · Валентина Веццалі · Джованна Трилліні · Діана Бьянкеді · Аннамариія Джакометті | Польща · Сильвія Грухала · Магдалена Мрочкевич · Анна Рибіцкая · Барбара Вольніцкая | Німеччина · Сабіне Бау · Рита Кеніг · Гезине Шиль · Моніка Вебер |

### Чоловіки
| Дисципліна               | Золото                                                                        | Срібло                                                           | Бронза                                                                        |
| Шпага                    | Павло Колобков · Росія                                                        | Юг Обрі · Франція                                                | Лі Сан Гі · Південна Корея                                                    |
| Шпага Командна першість  | Італія · Анджело Маццоні · Паоло Міланолі · Мауріціо Рандаццо · Альфредо Рота | Франція · Жан-Франсуа ді Мартіно · Юг Обрі · Ерік Срекі          | Куба · Нельсон Лойола · Карлос Педросо · Іван Тревехо                         |
| Рапіра Особиста першість | Кім Йен Хо · Південна Корея                                                   | Ральф Біссдорф · Німеччина                                       | Дмитро Шевченко · Росія                                                       |
| Рапіра Командна першість | Франція · Жан-Ноель Феррарі · Бріс Гюяр · Патріс Лотельє · Ліонель Плюменай   | Китай · Дун Чжаочжи · Ван Хайбінь · Е Чун · Чжан Цзе             | Італія · Даніеле Кроста · Габріеле Маньї · Сальваторе Санцо · Маттео Дзеннаро |
| Шабля Особиста першість  | Міхай Коваліу · Румунія                                                       | Матьє Гурден · Франція                                           | Вірадех Котни · Німеччина                                                     |
| Шабля Командна першість  | Росія · Сергій Шариков · Олексій Фросін · Станіслав Поздняков                 | Франція · Матьє Гурден · Жульєн Пійє · Седрік Сеген · Дем'єн Туя | Німеччина · Денніс Бауер · Вірадех Котни · Ееро Леманн · Александр Вебер      |

## Країни
| №  | Країна                                   | Золото | Срібло | Бронза | 4 місце | 5 місце | 6 місце | Умовні бали | Медалі |
| 1  | Франція                                  | 1      | 4      | 1      | 1       | 3       | 0       | 40          | 6      |
| 2  | Італія                                   | 3      | 0      | 2      | 0       | 1       | 1       | 32          | 5      |
| 3  | Росія                                    | 3      | 0      | 1      | 1       | 1       | 1       | 31          | 4      |
| 4  | Німеччина                                | 0      | 2      | 3      | 0       | 1       | 2       | 26          | 5      |
| 5  | Угорщина                                 | 1      | 0      | 0      | 2       | 1       | 1       | 16          | 1      |
| 6  | Республіка Корея                         | 1      | 0      | 1      | 1       | 0       | 0       | 14          | 2      |
| 7  | Румунія                                  | 1      | 0      | 0      | 2       | 0       | 0       | 13          | 1      |
| 8  | Швейцарія                                | 0      | 2      | 0      | 1       | 0       | 0       | 13          | 2      |
| 9  | Китай                                    | 0      | 1      | 1      | 0       | 1       | 0       | 11          | 2      |
| 10 | Польща                                   | 0      | 1      | 0      | 1       | 0       | 0       | 8           | 1      |
| 11 | Куба                                     | 0      | 0      | 1      | 0       | 0       | 2       | 6           | 1      |
| 12 | Україна                                  | 0      | 0      | 0      | 0       | 1       | 2       | 4           | 0      |
| 13 | Flag of the United States.svg\|borderСША | 0      | 0      | 0      | 1       | 0       | 0       | 3           | 0      |
| 14 | Швеція                                   | 0      | 0      | 0      | 0       | 1       | 0       | 2           | 0      |
| 15 | Білорусь                                 | 0      | 0      | 0      | 0       | 0       | 1       | 1           | 0      |

## Результати
Переможці поєдинків виділено жирним шрифтом, медалісти - кольором медалі.

### Жінки

#### Шпага. Особиста першість

##### 1/4 фіналу
| Д. Хаблутцель-Буркі | Швейцарія | З. Ортіс (6 місце)       | Куба      | 15:14 |
| Т. Логунова         | Россия    | В. Барлуа-Леру (5 місце) | Франція   | 15:10 |
| Т. Надь             | Угорщина  | К. Бокель                | Німеччина | 15:8  |
| Л. Флессель-Коловіц | Франція   | М. Дзалаффі              | Італія    | 15:11 |

##### 1/2 фіналу
| Д. Хаблутцель-Буркі | Швейцарія | Т. Логунова         | Росія   | 15:12 |
| Т. Надь             | Угорщина  | Л. Флессель-Коловиц | Франція | 15:14 |

##### за 3 місце
| Л. Флессель-Коловіц | Франція | Т. Логунова | Росія | 15:6 |

##### Фінал
| Т. Надь | Угорщина | Д. Хаблутцель-Буркі | Швейцарія | 15:11 |

#### Шпага. Командна першість

##### 1/4 фіналу
| Китай     | Франція   | 45:42 |
| Росія     | Німеччина | 45:43 |
| Швейцарія | Куба      | 45:38 |
| Угорщина  | Норвегія  | 45:32 |

##### за 5-8 місця
| Франція   | Куба     | 45:39 |
| Німеччина | Норвегія | 45:39 |

##### за 7 місце
| Куба | Норвегія | 45:32 |

##### за 5 місце
| Франція | Німеччина | 45:33 |

##### 1/2 фіналу
| Швейцарія | Китай    | 45:33 |
| Росія     | Угорщина | 45:44 |

##### за 3 місце
| Китай (Ян Шаоці, Лі На, Лян Цінь) | Угорщина | 41:39 |

##### Фінал
| Росія (Логунова, Мазіна, Єрмакова) | Швейцарія (Хаблутцель-Буркі, Ламон, Романьолі) | 45:35 |

#### Рапіра. Особиста першість

##### 1/4 фіналу
| Д. Трилліні | Італія    | Сяо Айхуа (5 місце)   | Китай    | 9:8  |
| В. Веццалі  | Італія    | Р. Сабо               | Румунія  | 9:8  |
| Л. Бадя     | Румунія   | Д. Бьянчеді (6 місце) | Італія   | 15:4 |
| Р. Кеніг    | Німеччина | А. Мохаммед           | Угорщина | 15:8 |

##### 1/2 фіналу
| Р. Кеніг   | Німеччина | Д. Трилліні | Італія  | 15:10 |
| В. Веццалі | Італія    | Л. Бадя     | Румунія | 15:8  |

##### за 3 місце
| Д. Трилліні | Італія | Л. Бадя | Румунія | 15:9 |

##### Фінал
| В. Веццалі | Італія | Р. Кеніг | Німеччина | 15:5 |

#### Рапіра. Командна першість

##### 1/4 фіналу
| Польща    | Китай    | 45:43 |
| Італія    | Україна  | 45:39 |
| США       | Угорщина | 45:41 |
| Німеччина | Росія    | 38:35 |

##### за 5-8 місця
| Росія    | Китай   | 45:33 |
| Угорщина | Україна | 45:39 |

##### за 7 місце
| Китай | Україна | 45:40 |

##### за 5 місце
| Росія | Угорщина | 45:38 |

##### 1/2 фіналу
| Польща | Німеччина | 45:34 |
| Італія | США       | 45:38 |

##### за 3 місце
| Німеччина (Бау, Кеніг, Вебер) | США | 45:42 |

##### Фінал
| Італія (Бьянкеді, Трилліні, Веццалі) | Польща (Грушала, Мрожкевич, Вольніцька) | 45:36 |

### Чоловіки

#### Рапіра. Особиста першість

##### 1/4 фіналу
| Д. Шевченко   | Росія     | С. Санцо (5 місце)       | Італія    | 15:14 |
| Р. Біссдорф   | Німеччина | М. Марші                 | Угорщина  | 15:13 |
| Кім Йонхо     | Корея     | С. Голубіцький (6 місце) | Україна   | 15:5  |
| Ж. Н. Феррарі | Франція   | Р. Брютнер               | Німеччина | 15:9  |

##### 1/2 фіналу
| Кім Йонхо   | Корея     | Д. Шевченко   | Росія   | 15:14 |
| Р. Біссдорф | Німеччина | Ж. Н. Феррарі | Франція | 15:7  |

##### за 3 місце
| Д. Шевченко | Росія | Ж. Н. Феррарі | Франція | 15:14 |

##### Фінал
| Кім Йонхо | Корея | Р. Біссдорф | ГНімеччина | 15:14 |

#### Рапіра. Командна першість

##### 1/4 фіналу
| Китай   | Росія     | 45:30 |
| Італія  | Україна   | 45:40 |
| Франція | Куба      | 45:43 |
| Польща  | Німеччина | 45:37 |

##### за 5-8 місця
| Україна   | Росія | 45:36 |
| Німеччина | Куба  | 45:44 |

##### за 7 місце
| Куба | Росія | 45:39 |

##### за 5 місце
| Україна | Німеччина | 45:43 |

##### 1/2 фіналу
| Франція | Польща | 45:38 |
| Китай   | Італія | 45:32 |

##### за 3 місце
| Італія (Кроста, Санцо, Маньї) | Польща | 45:38 |

##### Фінал
| Франція (Гійяр, Лотельє, Феррарі) | Китай | 45:44 |

#### Шабля. Особиста першість

##### 1/4 фіналу
| Д. Ферьянчик | Угорщина  | Т. Теренці          | Італія  | 15:13 |
| М. Журден    | Франція   | В. Дэн-Гуряну       | Румунія | 15:14 |
| М. Коваліу   | Румунія   | Д. Туйя (5 місце)   | Франція | 15:14 |
| В. Котни     | Німеччина | А. Фросін (6 місце) | Росія   | 15:12 |

##### 1/2 фіналу
| М. Журден  | Франція | Д. Ферьянчик | Угорщина  | 15:12 |
| М. Коваліу | Румунія | В. Котни     | Німеччина | 15:12 |

##### за 3 місце
| В. Котни | Німеччина | Д. Ферьянчик | Угорщина | 15:11 |

##### Фінал
| М. Коваліу | Румунія | М. Журден | Франція | 15:12 |

#### Шабля. Командна першість

##### 1/4 фіналу
| Німеччина | Італія   | 45:42 |
| Росія     | Угорщина | 45:39 |
| Франція   | Україна  | 45:31 |
| Румунія   | Польща   | 45:26 |

##### за 5-8 місця
| Угорщина | Польща | 45:41 |
| Україна  | Італія | 45:29 |

##### за 7 місце
| Польща | Італія | 45:39 |

##### за 5 місце
| Угорщина | Україна | 45:43 |

##### 1/2 фіналу
| Франція | Німеччина | 45:28 |
| Росія   | Румунія   | 45:28 |

##### за 3 місце
| Німеччина (Котни, Вебер, Бауер) | Румунія | 45:27 |

##### Фінал
| Росія (Шаріков, Поздняков, Фросін) | Франція (Туйя, Пійє, Журден, Сежюн) | 45:32 |

## Навігація
Шаблон:Літні Олімпійські ігри 2000